# Eugène Van de Walle
Pierre Eugène Van de Walle (Puurs, 28 september 1858 - Haarlem, 7 november 1916) was een Belgisch notaris en politicus voor de Liberale Partij.

## Levensloop
Van de Walle was een zoon van Amatus Van de Walle en Joanna Biermants. Na zijn studies in de rechten werd hij tot notaris benoemd, eerst in Borgerhout, vervolgens in Antwerpen.
Hij werd verkozen tot provincieraadslid (1882-1884). Daarna werd hij verkozen tot gemeenteraadslid van Antwerpen (1884-1916) en was korte tijd waarnemend schepen (november 1908 - maart 1909). In 1904 werd hij verkozen tot liberaal senator voor het arrondissement Antwerpen. Hij vervulde dit mandaat tot aan zijn dood. Hij legde zich vooral toe op de begrotingen voor Belgisch-Kongo.
Bij het uitbreken van de Eerste Wereldoorlog vluchtte Van de Walle naar Nederland, waar hij op 7 november 1916 in Haarlem overleed.